# Qishn y Socotora
El Sultanato mahra de Qishn y Socotra (en árabe: سلطنة المهرة في قشن و سقطرة‎ Salṭanat Mahrah fī Qishn wa Suquṭrah) o a veces Sultanato mahra de Ghayda y Socotra (Arabic: سلطنة المهرة في الغيضاء و سقطرة Salṭanat Mahrah fī-l Ghayḍā’ wa Suquṭrah) era un sultanato que incluía la histórica región de Mahra y la isla de Socotra al este de Yemen.

## Historia
También se le conoció como un sultanato de los Banu Afrar que el 1886 se convirtió en protectorado de Gran Bretaña y se integró en el Protectorado Oriental de Adén .
El Sultanato mahra de Qishn y Socotra procedía de lo que hoy es Omán y se extendía por la zona de la costa hacia el oeste dominante en los primeros siglos islámicos hasta la región de al- Shihr . Hacia el 1212 se establecieron en Hadramaut dominando hacia 1274 la ciudad de Tarim. Hacia 1295 perdieron Shihr ante los rasúlidas de Yemen y presionados por los quaiti se establecieron más al este en el siglo XIV con centros en Hasik y en Qishn. En 1512 los portugueses abandonaron la isla Socotra y El Sultanato Mahra de Qishn y Socotra se desplazó y fundaron una fortaleza empezando a emigrar a la isla. El 1538/1539 el sultán de los Banu Kahtir (Kathiri), Badr Bu Tuwayrik ocuparon Hadramaut (incluyendo Tarim) y el 1545/1546 ocuparon Qishn donde la mayor parte de los miembros de la familia real de los Banu Afrar se fue masacrada. El 1548/1549 el sultán Said ibn Abd Allah los Banu Afrar volvió de Socotra donde se había retirado, y reconquistó Qishn. Como los Banu Kahtir eran aliados de los otomanos, los Banu Afrar se aliaron a los portugueses. La situación se estabilizó y los Banu Afrar dominaron la región mientras los kahtiri dominaban Hadramaut y la costa con Shihr. Con el tiempo los kahtiri y el Sultanato mahra se aliaron.
El 1876 el sultán firmó un tratado por el que renunciaba a ceder ninguna parte de su dominio a una potencia que no fuera Gran Bretaña y el 30 de octubre de 1886 aceptó el protectorado. Se integró en el Protectorado Oriental de Adén que en 1963 se convirtió en Protectorado de Arabia del Sur . En octubre de 1967 el sultán tuvo que huir debido al triunfo de los revolucionarios de Adén y el 16 de octubre de 1967 el sultanato fue abolido. Las nuevas autoridades desembarcaron en Socotra el 30 de noviembre. Nominalmente el sultanato (que emitió sellos como estado) fue independiente en la isla entre el 16 de octubre y el 30 de noviembre de 1967.

## Bandera
La bandera de los Banu Afrar era roja, y llevaba una inscripción donde se podía leer "Gobierno Afrar", o "Socotra" y probablemente también "Qishn". En 1963 se adoptó una nueva bandera de tres franjas horizontales, verde, blanca y roja, a la central, blanca, una media luna y una estrella negra.

## Lista de sultanes (dinastía Banu Afrar)
- Said Ibn Abd Allah a mediados del XVI
- Afrar al-Mahri en 1750-1780
- Tawari ibn Afrar al-Mahri en 1780 - 1800
- Sad ibn Tawari Ibn Afrar al-Mahri en 1800 - 1820
- Sultan ibn Amr (a Socotra) en 1834
- Ahmad ibn Sultan (a Qishn) en 1834
- Amr ibn Sad ibn Tawari Afrar al-Mahri 1835 - 1845 `
- Tawari ibn Ali Afrar al-Mahri 1845-?
- Ahmad ibn Sa`d Afrar al-Mahri siglo XIX
- Abd Allah ibn Sad Afrar al-Mahri siglo XIX
- Abd Allah ibn Salim Afrar al-Mahri ?-hacia 1875
- Ali ibn Abd Allah Afrar al-Mahri en 1875 - 1907
- Abd Allah ibn Isa Afrar al-Mahri 1907 - 1946 `
- Ahmad ibn Abd Allah Afrar al-Mahri 1946? - 1952
- Isa ibn `Ali ibn Salim Afrar al-Mahri 1952 - 1966 `
- Abd Allah ibn Ashur Afrar al-Mahri 1966 - 1967